# 바비나비치
바비나비치(벨라루스어: Бабінавічы/Babinavičy, 러시아어: Бабиновичи 바비노비치[*], 폴란드어: Babinowicze)는 비쳅스크 주 료즈닌스키 군에 속한 벨라루스의 도시이다.